# Alianza Fútbol Club (Panamá)
El Alianza Fútbol Club es un club de fútbol de Panamá que juega actualmente en la Liga Panameña de Fútbol. Es una entidad deportiva de la ciudad de Panamá, específicamente del corregimiento de Juan Díaz. Es uno de los clubes con más tradición futbolística del país con más de 62 años de existencia, con múltiples títulos en el nivel distritorial, antes de la existencia del fútbol no aficionado en Panamá; su máximo logro a nivel no aficionado fue el Campeonato de Ascenso en el año 1999, luego en el 2000 ocupó el 3.er lugar. En la temporada 2003 logró el subcampeonato del Torneo de Clausura 2003 y en el Clausura 2005 llegó a semifinales contra el Atlético Veraguense.
Consiguió su primer título tras 59 años de historia en el torneo Apertura 2022.

## Historia
Fundado en 1963 por Justiniano Cárdenas Izquierdo. Fue la cantera principal de grandes jugadores en los años 60, 70 y 80.
En 1980, el club fue elegido entre los ocho clubes que participaron en la Primera Liga Profesional de Fútbol en Panamá, la que se hizo llamar la Liga Superior de Fútbol de Panamá.
A partir de 1989, el club participó en los torneos del fútbol no aficionado de la Anaprof, la misma se vio interrumpida por la desunión que se suscitó en el medio futbolístico local y por 2 temporadas se vio obligado a competir en la llamada Liga Linfuna. En 1993 formó la Escuela de Fútbol Justiniano Cárdenas, para darle formalidad a la labor de formación con niños y jóvenes jugadores, ya iniciada en los años 70.
En el 2004 firmó contrato con TVN Panamá para la trasmisión y promoción del club aliancista, siendo el primer club que abría el compás para la competencia de los canales televisivos en el país.
El Club cuenta con 47 años de participación permanentes y consecutivos en la Liga Distritorial de Fútbol de Panamá; ahora en las categorías sub-9, sub-11, sub-13, sub-15 y sub-17.  El primer año, el club participó en la Segunda División Distritorial de Panamá, obteniendo el título de campeones y merecedores del ascenso a la Primera División Distritorial en 1963. Posterior a este título, el club logró una serie de galardones para finales de los años 60 y durante toda la década de 1970; convirtiéndose con esto, en uno de los clubes nacionales con una tradición e historia propia. En 1973, el equipo de Primera División Distritorial viajó a Medellín, Colombia para jugar contra la selección de Antioquia y ese mismo año, se dio la visita de los colombianos; en noviembre de 1978, en el otrora Estadio Revolución venció a la selección juvenil de Costa Rica 3 goles a cero.
El club compite, simultáneamente, en 7 categorías oficiales: la División Profesional y las Reservas Sub-19 de la LPF y en la Liga Distritorial de Fútbol de Panamá en las categorías Sub-17, Sub-15, Sub-13, Sub-11 y Sub-9.  Cuenta, además, con dos Escuelitas de Fútbol.

## Alianza U-20
Luego de la reestructuración de los campeonatos de futbol de 2020 por parte de la Liga Panameña de Futbol, el Alianza FC competirá con jugadores de categorías menores y reservas dentro de la Liga Prom, quedando ubicados en la Zona Sur de la Conferencia Este.

## Uniforme
| Período       | Proveedor de indumentaria |
| ------------- | ------------------------- |
| 2016 - 2019   | Bandera de México         |
| 2020 - 2021   | Bandera de Alemania       |
| 2021          | Bandera de Italia         |
| 2022-2024     | Bandera de México         |
| 2025-presente | Valor ST                  |

### Evolución de uniformes
2021
| Local | Visitante | Alternativa |

2022
| Local | Visitante |

## Jugadores

### Plantilla actual
- Los equipos panameños no están limitados a tener en la plantilla un determinado número de jugadores extranjeros.

### Altas y bajas
| Jugador            | Posición  | Procedencia       |
| ------------------ | --------- | ----------------- |
| Modesto Justiniani | Defensa   | Atlético Chiriquí |
| Oliver Cawthorne   | Defensa   | Potros del Este   |
| Adolfo Machado     | Defensa   | CD Árabe Unido    |
| Jordán Girón       | Defensa   | CD Plaza Amador   |
| Aldair McKenzie    | Delantero | CD Bocas FC       |
| Gabriel Chiari     | Delantero | Portuguesa FC     |

| Jugador          | Posición      | Destino                  |
| ---------------- | ------------- | ------------------------ |
| Camilo Villegas  | Defensa       | Tauro FC                 |
| Luis Beltrán     | Defensa       | Bandera de ?             |
| Eduardo Anderson | Defensa       | Deportivo Saprissa       |
| Angel Valencia   | Mediocampista | Bandera de ?             |
| Jovani Welch     | Mediocampista | Académico de Viseu FC    |
| Daniel Vargas    | Delantero     | Estudiantes de Mérida FC |
| Carlos Navas     | Delantero     | Zamora FC                |
| Jhon Viveros     | Delantero     | Bandera de ?             |
| Azarias Londoño  | Delantero     | Comunicaciones FC        |
| Ansony Frías     | Delantero     | Puntarenas FC            |

## Lista de entrenadores
- Rubén Cárdenas (2007)
- Leroy Foster (2007–diciembre de 2008)
- Rubén "Tátara" Guevara (2008-2009)
- Víctor René Mendieta (2009)
- Carlos Pérez Porras (diciembre de 2009–febrero de 2011)
- Angelo Luis Evans (marzo de 2011–julio de 2011)
- Elkin Ortíz (agosto de 2011–septiembre de 2013)
- Carlos Pérez Porras (septiembre de 2013-septiembre de 2014)
- Juan Pablo Lopera (septiembre de 2014-)
- Rubén Cárdenas (2015-2016)
- Francisco Ramírez Gámez (LPF Clausura 2017)
- Juan Carlos Cubillas (2017-2018)
- Jair Palacios (2018)
- Cecilio Garcés (2019-2021)
- Jair Palacios (2021-2023)
- Eduameth Nimbley (2024-2025)
- Alberto Valencia (2025-act.)

## Palmarés

### Torneos Nacionales
| Torneos nacionales     | Títulos        | Subcampeonatos |
| ---------------------- | -------------- | -------------- |
| Primera División (1/1) | Apertura 2022. | Clausura 2003. |

### Torneos extintos
- Liga Nacional de Ascenso (1): 1999.